# Atomska trilogija
Atomska trilogija je prvi live album pulskog rock sastava Atomsko sklonište.
Nakon tri izdana albuma, Atomci su se odlučili na snimanje albuma uživo. Album je izdan u jesen 1980. godine. Iako je prvotna ideja bila da se album snimi u pulskoj areni, odustalo se od toga te je album ipak snimljen u bivšem Domu JNA, a danas poznatom kao Dom hrvatskih branitelja. Svirali su dvije noći jer su se bojali da ne pogriješe, no sve je bilo savršeno odrađeno još prve večeri. Album su prikladno nazvali Atomska trilogija, a materijal su skupili s dva prethodna koncerta. Unutarnji omot obiljue crno-bijelim fotografijama.

## Popis pjesama
1. U vremenu horoskopa (4:15)
2. Gazi opet čizma (3:30)
3. Čedna gradska lica (3:00)
4. Generacija sretnika (2:45)
5. Ne cvikaj generacijo (4:00)
6. Tko će tad na zgarištu reći (2:55)
7. Kinematograf našeg djetinjstva (4:20)
8. Pomorac sam majko (3:00)
9. Bez kaputa (4:00)
10. Na kraju stoljeća (2:50)

## Izvođači
- Bas, vokali - Bruno Langer
- Bubnjevi - Saša Dadić
- Gitara, vokali - Dragan Gužvan
- Vokal - Sergio Blažić